# Starsky & Hutch (film)
Starsky & Hutch is een Amerikaanse film uit 2004 onder regie van Todd Phillips. De film is gebaseerd op de Starsky and Hutch-televisieserie uit de jaren 70. Een groot verschil met die serie is dat in deze film de karakters van de tweede personages zijn omgedraaid; in deze film is Starsky juist de serieuze agent en is Hutch de luie agent.

## Verhaal
Dave Starsky en Ken Hutchinson vinden een lijk. Tijdens het onderzoek naar de moordenaar belanden ze al snel in een drugszaak.

## Rolverdeling
| Acteur            | Personage      |
| ----------------- | -------------- |
| Ben Stiller       | David Starsky  |
| Owen Wilson       | Ken Hutchinson |
| Snoop Dogg        | Huggy Bear     |
| Fred Williamson   | Kapitein Doby  |
| Vince Vaughn      | Reese Feldman  |
| Juliette Lewis    | Kitty          |
| Will Ferrell      | Big Earl       |
| Jason Bateman     | Kevin          |
| Amy Smart         | Holly          |
| Carmen Electra    | Staci          |
| Chris Penn        | Manetti        |
| Brande Roderick   | Heather        |
| Judah Friedlander | de ijscoboer   |